# کارسینوم سلول شفاف تخمدان

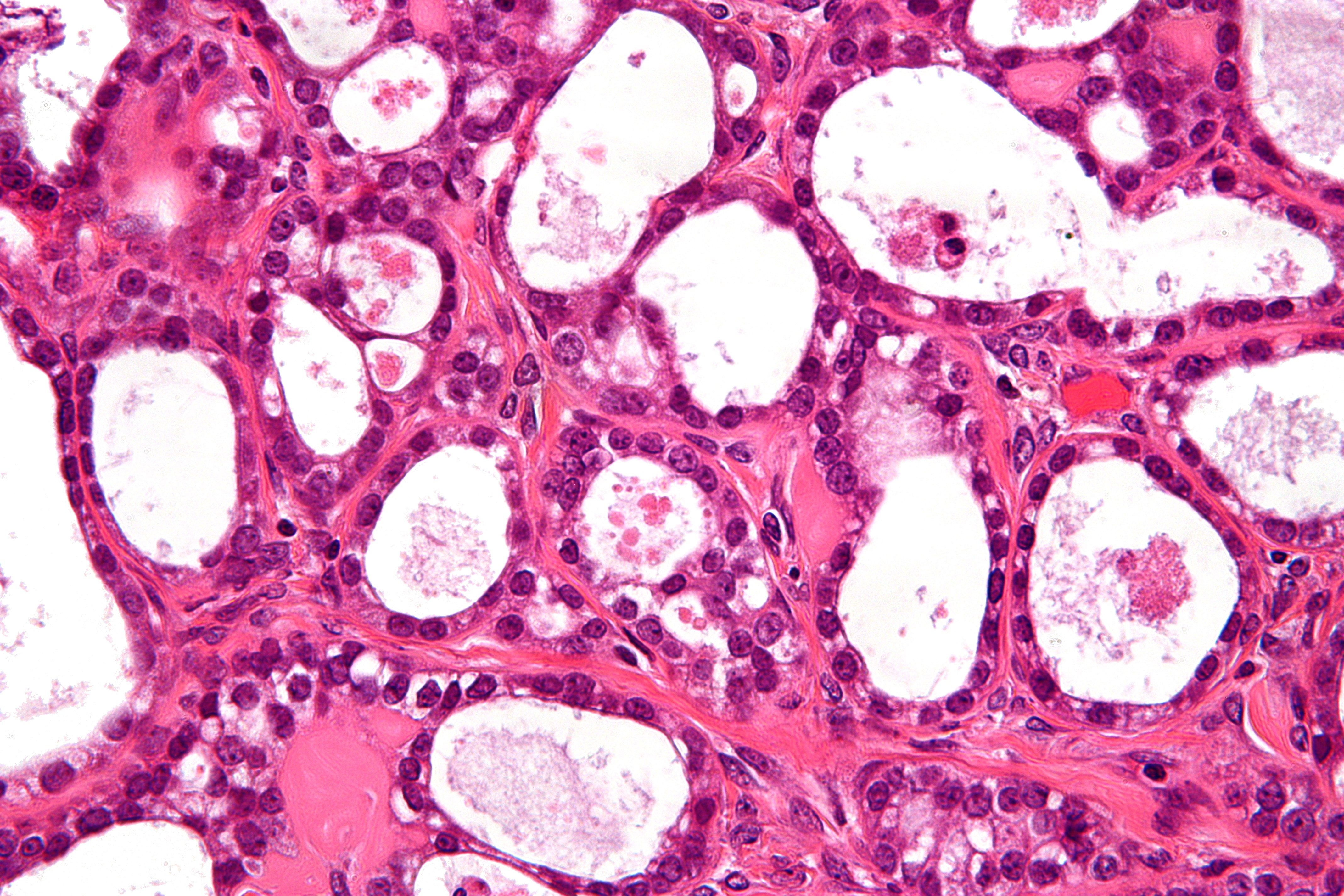
عکاسی ریزنگاری از کارسینوم سلول شفاف تخمدان. رنگ‌آمیزی هماتوکسیلین-ائوزین

کارسینوم سلول شفاف تخمدان (انگلیسی: Ovarian clear-cell carcinoma) که آدنوکارسینوم سلول شفاف تخمدان نیز نامیده می‌شود، یکی از چندین زیرگروه سرطان کارسینومی تخمدان است - یک زیرگروه از تومورهای استرومائی-اپیتلیومی سطحی در برابر سرطان‌های غیر اپیتلیومی. پژوهش‌ها نشان می‌دهند که بیشتر سرطان‌های تخمدان از لایه اپیتلیومی که پوشش داخلی تخمدان است، شروع می‌شود. در این گروه اپیتلیومی، کارسینوم سلول شفاف تخمدان ۵–۱۰٪ موارد را تشکیل می‌دهد.
کارسینوم سلول شفاف تخمدان در سال ۱۹۷۳ توسط سازمان جهانی بهداشت به عنوان یک گروه جداگانه از سرطان تخمدان شناخته شد. میزان بروز آن در گروه‌های قومی مختلف، متفاوت است. گزارش‌ها از ایالات متحده آمریکا نشان می‌دهد که بالاترین نرخ بروز در میان آسیایی‌ها با ۱۱٫۱ درصد در مقابل سفیدپوستان با ۴٫۸ درصد و سیاه پوستان با ۳٫۱ درصد دیده می‌شود. این اعداد با این یافته مطابقت دارد که گرچه کارسینوم سلول شفاف در کشورهای غربی نادر است، اما در بخش‌هایی از آسیا بسیار شایع‌تر است.
کارسینوم سلول شفاف تخمدان غالباً به صورت توده لگنی ظاهر می‌شود که به ندرت دو طرفه است. سلول‌ها معمولاً حاوی گلیکوژن با سیتوپلاسم شفاف بزرگ هستند. این سرطان همچنین با آندومتریوز، (نوعی اختلال رشد بافت غیرطبیعی در خارج از رحم) همراه است. کارسینوم سلول شفاف تخمدان به‌ندرت با جهش ژن‌های پی۵۳، BRCA1 و BRCA2 همراه است. علاوه بر این، کارسینوم سلول شفاف تخمدان فاقد گیرنده‌های استروژن و پروژسترون و پروتئین سرکوبگر WT1 است.
تومورهای سلول شفاف اغلب در مراحل اولیه یافت می‌شوند و بنابراین با جراحی قابل درمان هستند. از طریق معاینه بالینی یا تکنیک‌های تصویربرداری پیش از عمل، تومورها از ۳ تا ۲۰ سانتی‌متر گزارش شده است. بیشتر تومورهای تخمدان خوش‌خیم هستند و به ندرت از تخمدان پخش می‌شوند؛ بنابراین، برداشتن تخمدان با جراحی یا برداشتن نسبی تخمدان برای درمان تومورهای بدخیم کافی است. هنگامی که بیماران هنگام تشخصی تومورشان، فراتر از مرحله ۱ فیگو باشند، معمولاً پیش‌آگهی بیماری ضعیف است. اگر تومورهای بدخیم متاستاز داده و در سراسر بدن پخش شوند، به‌طور بالقوه می‌توانند کشنده باشند. مشخص شده است که تومورهای سلول شفاف به شیمی‌درمانی‌های مرسوم با استفاده از پلاتین و تاکسان مقاوم هستند. اگرچه علت این مقاومت شیمیایی ناشناخته است، اما مطالعاتی وجود دارد که توضیحی جزئی از این رخداد ارائه می‌دهد. به عنوان مثال، یک پژوهش نشان می‌دهد که سلول‌های تومور سلول شفاف با سرعت کمتری نسبت به آدنوکارسینوم‌های سروزی تکثیر می‌یابند که دلیلی بر پاسخ کمتر این تومورهای به داروهای شیمی‌درمانی است.